# Eclectus
Eclectus é um gênero de papagaio (ordem Psittaciformes), que consiste em quatro espécies existentes conhecidas como papagaios Eclectus e o extinto Eclectus infectus. Os papagaios Eclectus existentes são papagaios de tamanho médio nativos das regiões da Oceania, especialmente da Nova Guiné e da Austrália. Os machos são, em sua maioria, verdes brilhantes, enquanto as fêmeas são predominantemente vermelhas brilhantes. No passado, acreditava-se que o macho e a fêmea do papagaio Eclectus eram de espécies diferentes. O status de conservação das espécies restantes é pouco preocupante. Os papagaios Eclectus se dão bem em cativeiro e são um animal de estimação muito popular em todo o mundo.

## Descrição
Os papagaios Eclectus são os mais sexualmente dimórficos de todas as espécies de papagaios. O contraste entre a plumagem verde-esmeralda brilhante do macho e a plumagem vermelha/roxa profunda da fêmea é tão acentuado que, até o início do século XX, as aves eram consideradas espécies diferentes. Os papagaios Eclectus geralmente têm uma cabeça grande e uma cauda curta, e sua coloração é impressionante. Eles medem cerca de 35 a 42 cm de comprimento. De forma incomum, eles apresentam dicromatismo sexual reverso, uma forma de dimorfismo sexual em que os dois sexos têm coloração diferenciada. Os machos são, em sua maioria, verdes, com asas inferiores vermelhas brilhantes, penas primárias azuis e bico amarelo, enquanto as fêmeas são de um vermelho marcante, com ventre inferior azul e bico preto.
Normalmente, quando as aves exibem dimorfismo sexual invertido, isso vem acompanhado de uma inversão do papel sexual, em que os machos, que normalmente coletam alimentos, são deixados para incubar os ovos, enquanto a fêmea procura alimentos. É importante observar que, no gênero Eclectus, não ocorre essa inversão de papéis sexuais. O macho continua forrageando, enquanto a fêmea incuba os ovos. A pesquisa mostrou que esse dimorfismo sem inversão de papéis é um produto das raros buracos dos ninhos e das pressões seletivas que acompanham esse fato.
Acredita-se que a seleção sexual tenha afetado essas aves dessa forma, a fim de proporcionar camuflagem para o macho e, ao mesmo tempo, tornar a fêmea um sinalizador, o que não é o que normalmente se vê em aves sexualmente dimórficas. Bons locais de nidificação são raros, de modo que a coloração brilhante da fêmea alerta outros machos sobre fêmeas com ninhos na área, com as quais eles podem acasalar. Ela também serve como um sinal para outras fêmeas de que o local de nidificação está ocupado. O macho é o principal responsável pela obtenção de alimentos para a fêmea e os filhotes, portanto, sua coloração verde proporciona camuflagem adequada contra predadores, como falcões-peregrinos, enquanto ele está no dossel da floresta tropical em busca de alimentos. O macho também tem coloração UV em suas penas, o que permite que ele pareça mais radiante para as fêmeas, que são capazes de visualizar o espectro UV, mas permaneça camuflado para os predadores que não conseguem. Essa coloração exclusiva é evidência de um compromisso evolutivo entre a necessidade de atrair e competir por parceiros e o risco de predação.
A vida útil relatada do Eclectus varia muito, de aproximadamente 20 anos a mais de 60 anos. Essa variação se deve, em grande parte, à sua popularidade relativamente recente na avicultura, com muitos indivíduos em cativeiro que ainda não atingiram sua vida útil natural. Muitos proprietários de papagaios Eclectus relataram idades superiores a 45 anos, observando que suas aves não mostram sinais óbvios de declínio da saúde relacionado à idade.

## Taxonomia
O gênero foi nomeado por Johann Georg Wagler em 1832. O epíteto específico deriva de eklektos, o antigo termo grego e latino para “escolhido”; Wagler reconhece o latim em uma publicação posterior no mesmo ano.
Atualmente, há cinco espécies reconhecidas nesse gênero:
- Eclectus roratus com três subespécies.
  - Eclectus roratus roratus - região central das Ilhas Molucas, incluindo Buru, Seram, Ambon, Haruku e Saparua
  - Eclectus roratus vosmaeri - norte das Ilhas Molucas, incluindo Morotai, Halmahera e Obi
  - †Eclectus roratus westermani

- Eclectus cornelia [en] - Sumba no Arquipélago de Sonda Menor
- Eclectus riedeli [en] - Ilhas Tanimbar no sul das Ilhas Molucas
- Eclectus polychloros [en] com três subespécies. As antigas subespécies aruensis e biaki agora estão incluídas na subespécie indicada, polychloros.
  - Eclectus polychloros polychloros - sudeste das Ilhas Molucas, incluindo as ilhas Aru e Kai, e Nova Guiné (incluindo as ilhas Biak)
  - Eclectus polychloros solomonensis - Arquipélago de Bismarck (incluindo as ilhas do Almirantado) e Ilhas Salomão
  - Eclectus polychloros macgillivrayi - Península do Cabo York e nordeste de Queensland

- Eclectus infectus

Antes de 2023, todas as formas existentes eram classificadas como uma única espécie, o E. roratus. O papagaio Eclectus foi dividido em quatro espécies pelo IOC em 2023; isso já havia sido feito anteriormente pela IUCN e pela BirdLife International. Acredita-se que o Eclectus infectus seja da época do Pleistoceno Superior ao Holoceno e foi encontrado em Vanuatu, Fiji e no arquipélago de Tonga. Ele foi extinto há cerca de 3.000 anos, como resultado do assentamento humano nessas áreas durante esse período.
As fêmeas do Eclectus polychloros exibem um anel ocular azul, peito azul e não têm amarelo em sua plumagem. O Eclectus roratus roratus e o Eclectus roratus vosmaeri não têm o anel ocular azul e têm o peito roxo. O Eclectus riedeli e o Eclectus cornelia são completamente vermelhos, mas o Eclectus cornelia é maior que o Eclectus riedeli, enquanto o Eclectus riedeli tem amarelo em sua cauda. O Eclectus polychloros macgillivrayi é a maior de todas as subespécies, com 37 cm.

## Habitat e distribuição
O papagaio Eclectus é endêmico das florestas tropicais da Nova Guiné até as Ilhas Salomão e a ponta da Península do Cabo York, na Austrália. Na península, eles estão restritos a trechos de florestas tropicais nas cordilheiras Iron e McIllwraith. Embora geograficamente as áreas de Papua Nova Guiné e da Austrália onde esses papagaios vivem pareçam relativamente próximas, esses papagaios não voam o suficiente para atravessar as 70 milhas entre a península e a Papua Nova Guiné continental. Por isso, acredita-se que eles tenham se expandido de Papua Nova Guiné para a Austrália há cerca de 10.000 anos, quando as duas regiões estavam conectadas por uma ponte de terra. Eles preferem ficar no nível do dossel das florestas tropicais e podem fazer seus ninhos em qualquer lugar entre 20 e 30 metros  acima do solo. As cavidades de reprodução mais baixas do que essa altura tendem a se inundar facilmente no clima da floresta tropical e geralmente são evitadas, se possível.

## Comportamento

### Vocalizações
Os papagaios Eclectus têm uma gama variada de cantos, desde um grasnido alto e agudo até assobios e guinchos. Também foi observado que eles fazem um canto semelhante a um sino quando um macho retorna ao ninho com comida, no que parece ser uma demonstração de gratidão ou um reconhecimento de retorno.

### Dieta
Na natureza, os papagaios Eclectus se alimentam principalmente de várias frutas e suas polpas. Entretanto, eles também se alimentam de sementes, brotos de folhas, flores, néctar, figos e nozes. Eles são frequentemente encontrados comendo a polpa de Salacia chinensis [en] e de Leea indica [en], e as sementes de Dodonaea lanceolata. Esses itens são de alto valor nutricional para as aves.
Esses papagaios se alimentam de forma intermitente, a fim de aumentar a capacidade de armazenamento de alimentos e processar as refeições da forma mais rápida e eficiente possível. Eles têm adaptações especiais em seu sistema digestivo para ajudá-los com isso. O esôfago é largo e flexível, para permitir a passagem rápida dos alimentos e a digestão rápida, e o proventrículo (região glandular entre o papo e a moela) é alongado e altamente distensível, permitindo que ele retenha quantidades comparáveis de alimentos como o papo. Os papagaios Eclectus podem produzir a gordura que não obtêm da dieta de forma endógena no fígado, a partir de açúcares hexoses encontrados na polpa de frutas que eles comem.
Depois de garantir uma boa cavidade de nidificação, as fêmeas geralmente nunca deixam o ninho, a menos que sejam ameaçadas, de modo que os machos são os principais responsáveis pela alimentação da fêmea e de seus filhotes. Foi observado que eles percorrem longas distâncias em busca de alimento, alguns em uma área de 30 km². Os machos geralmente alimentam a fêmea de manhã e à tarde e, em geral, seguem um cronograma de alimentação rigoroso e regulado.

### Reprodução
Como dito anteriormente, os papagaios Eclectus fazem seus ninhos em cavidades ocas de 20 a 30 metros acima do solo. As cavidades ideais para nidificação são relativamente raras no habitat do Eclectus e podem ser muito difíceis de serem encontradas. Dessa forma, as fêmeas tendem a monopolizar as cavidades ideais para nidificação, uma vez encontradas, permanecendo nelas até 11 meses por ano e retornando ao mesmo ninho, às vezes, por vários anos. Sabe-se que as fêmeas lutam contra outras fêmeas, às vezes até a morte, para defender suas cavidades de nidificação. Sabe-se que os machos percorrem distâncias excepcionalmente grandes para acasalar com as fêmeas, sendo a mais longa de 7,2 quilômetros.
Os papagaios Eclectus são incomuns entre os papagaios porque apresentam acasalamento poliândrico (as fêmeas acasalam com vários machos) e poliginândrico (os machos acasalam com várias fêmeas e as fêmeas acasalam com vários machos). Ainda mais incomum, essas aves apresentam uma forma de poliandria conhecida como poliandria cooperativa, na qual vários machos se reproduzem com uma única fêmea e todos os machos trabalham juntos para ajudar a fêmea a criar os filhotes, em vez de competirem entre si. Ele é o único papagaio conhecido que faz isso. As fêmeas põem dois ovos por ninhada, mas muitas vezes só têm um filhote.
Os Eclectus também são incomuns no sentido de que podem influenciar o sexo de seus filhotes, de modo que podem manipular se seus filhotes são machos ou fêmeas. Acredita-se que esse comportamento ocorra como resultado da escassez de suas cavidades de nidificação. Dessa forma, as fêmeas só terão filhotes machos quando os recursos forem abundantes, uma boa cavidade de nidificação estiver garantida e muitos machos estiverem por perto para alimentá-la e a seus filhotes.